# کاویا
کاویا اینکورپوریشن (ژاپنی: 株式会社キャビア هپبورن: Kabushiki gaisha Kyabia) یک شرکت ژاپنی توسعه‌دهنده بازی ویدئویی بود. ظاهراً نام این شرکت سرواژهای برای شبیه‌ساز تفریحی رایانه (به انگلیسی: Computer Amusement Visualizer) است، با این وجود وبگاه شرکت همچنین ادعا کرده که این نام به خاویار اشاره دارد.
کاویا در ۱ مارس ۲۰۰۰ در شهر توکیو در ژاپن به وجود آمده است. سهامداران آن شامل امیوز کپیتال، توکوما شوتن، توهوکوشینشا فیلم کورپوریشن، نیپون تلویژن، توکیو اف‌ام، میتسوبیشی کورپوریشن و هایائو ناکایاما هستند.
کاویا معمولاً بازی‌هایی برای فرنچایزهای موجود را برای انتشارات مختلفی می‌ساخت، مثل ناروتو، وان پیس یا شبح درون پوسته.
در اکتبر ۲۰۰۵، این شرکت به ای‌کیو اینتراکتیو فروخته شد. ای‌کیو اینتراتکیو تبدیل به یک شرکت هلدینگ تبدیل شد که مسئولیت مدیریت شرکت‌های زیرمجموعه خود را در کنار فروش و بازاریابی بازی‌ها پذیرفت.
در ژوئیه ۲۰۱۰، کاویا رسماً تعطیل شده و با ای‌کیو اینتراکتیو ادغام شد. کاویا بازی دیگری تولید نکرد و آخرین بازی آن‌ها، نیئا بود که در مه ۲۰۱۰ منتشر شد. علی‌رغم تعطیلی، بعضی از اعضای گروه توسعه نیئا از جمله تارو یوکو برای توسعه دریکن‌گارد ۳ به اکسس گیمز رفتند، این بازی توسط اسکوئر انیکس منتشر شد.